# Schloss Rio

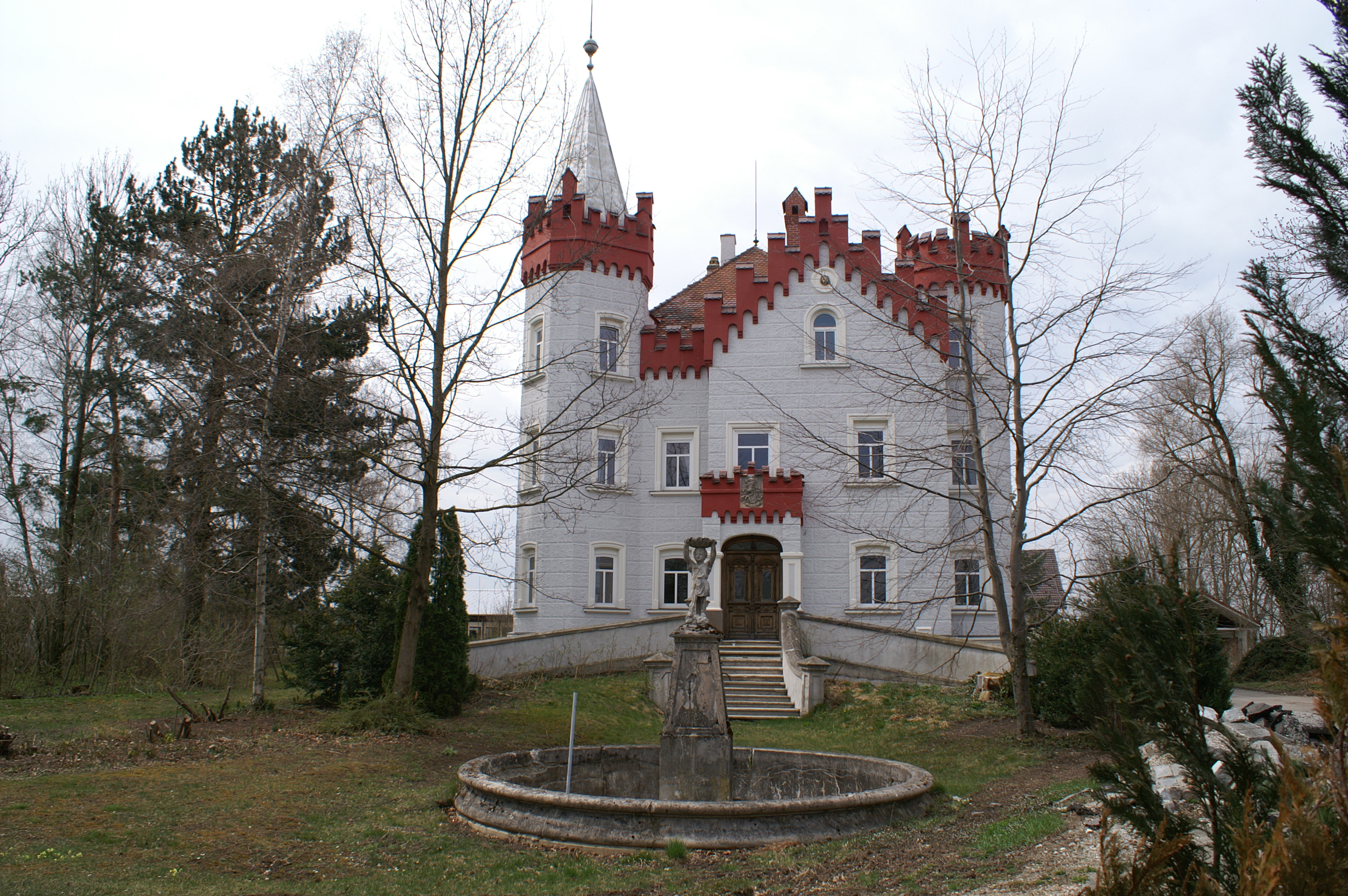
Schloss Rio (2008)

Das Schloss Rio ist eine historistische Villa in Buchloe, Kaufbeurer Straße 14. Das Gebäude steht unter Denkmalschutz (Eintrag D-7-77-121-33).
Das Schloss Rio wurde von 1901 bis 1903 von J. A. Weitmann aus Fürstenfeldbruck als großbürgerliches Wohnhaus erbaut. Bauherrin war Katharina de Kohnle. Die architektonische Gestaltung zeigt neugotische Formen, die an alte Burgen erinnern. Das Haus befindet sich im Südwesten Buchloes (in Richtung Lindenberg) in unmittelbarer Nähe des weithin sichtbaren Wasserturms.
Nach dem Zweiten Weltkrieg wurde das Gebäude als Altenheim genutzt. Heute befindet es sich in Privatbesitz.